# Carl Moritz Gottsche
Carl Moritz Gottsche (3 de julio de 1808 - 28 de septiembre de 1892) fue un briólogo, farmacéutico, y botánico alemán. Realizó recolecciones en Batavia y en Java.

## Biografía

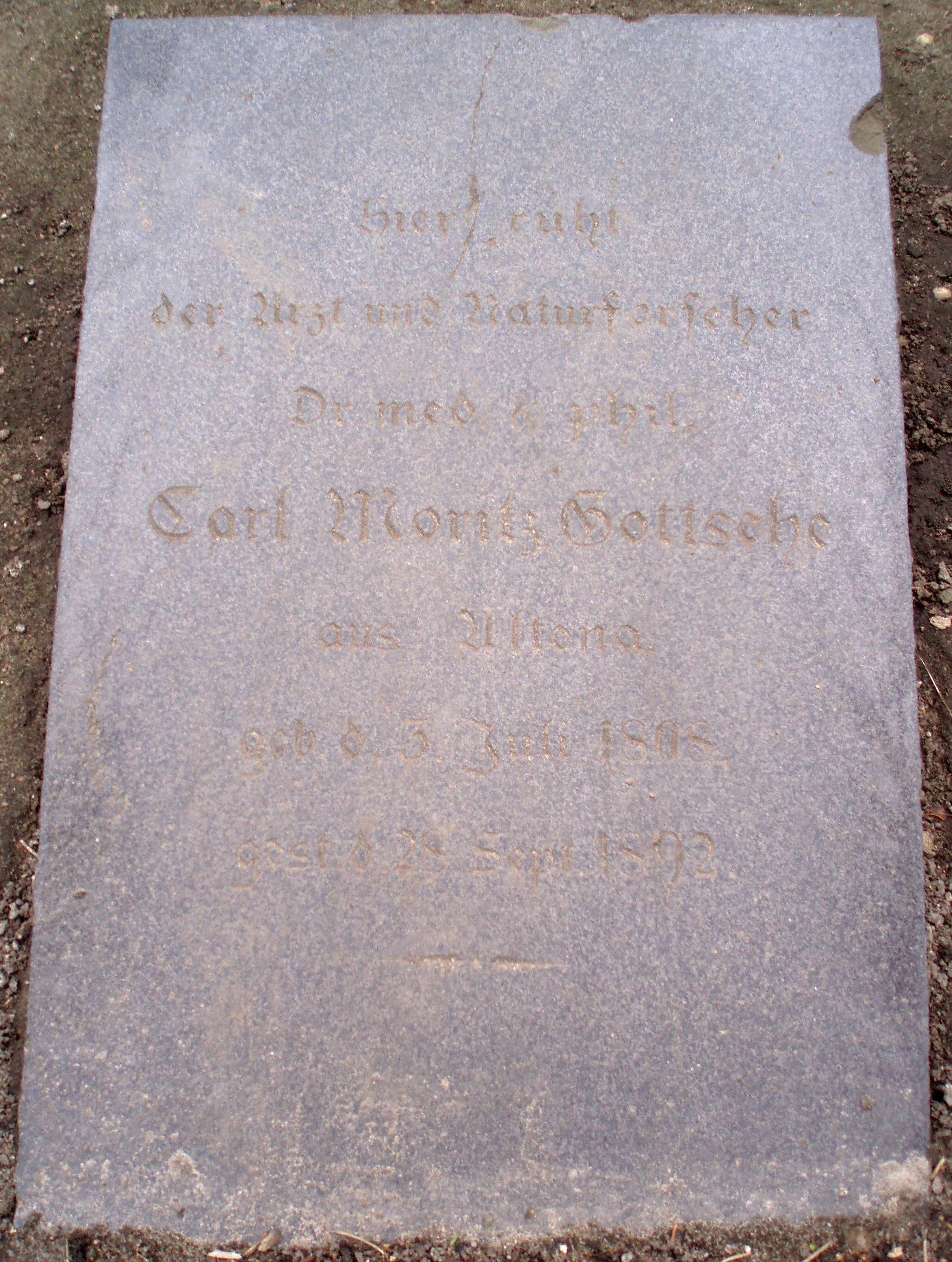
Lápida de Gottsche en Friedhof Norderreihe Hamburgo-Altona

Se casó en 1838, y tuvo cinco hijos, entre ellos el geólogo Carl Christian Gottsche.
Se especializó en estudios de Marchantiophyta, y con Christian Gottfried Daniel Nees von Esenbeck y con Johann Bernhard Wilhelm Lindenberg fueron autores del importante tratado de las hepáticas titulado Synopsis Hepaticarum, de 1844 a 1847.
Sus 4000 hojas de dibujos, y sus colecciones fueron al Museo Botánico de Berlín, pero se quemaron en 1943 durante un ataque aéreo. Sólo una pequeña parte de su colección (de una expedición de Tierra del Fuego) se obtuvo, por su hija en el Instituto Botánico de la Universidad de Hamburgo. Muchas copias duplicadas de su colección, sin embargo, llegaron a través de la colección de la hepática Sendtner a Munich.

## Premios y reconocimientos
- 1881 nombrado doctor honoris causa por la Universidad de Kiel

## Membresías
- de la Academia de Ciencias en Copenhague
- de la Leopoldina (debido al trabajo en Haplomitrium Hookeri 1843)

## Eponimia
Género de hepáticas
- (Schistochilaceae) Gottschea Dumort.